# Fer (insecto)
Fer es un género de  saltamontes perteneciente a la subfamilia Catantopinae de la familia Acrididae, y no está asignado a ninguna tribu. Este género se encuentra en el sur de China y en Vietnam.

## Especies
Las siguientes especies pertenecen al género Fer:
- Fer bimaculiformis You & Li, 1983
- Fer coeruleipennis Bolívar, 1918
- Fer guangxiensis Jiang & Zheng, 1994
- Fer nigripennis Zheng & Xie, 2007
- Fer nonmaculiformis Zheng, Lian & Xi, 1985
- Fer yunnanensis Huang & Xia, 1984